# Exhumació de Francisco Franco
L'exhumació i reubicació del cadàver de Francisco Franco va ser aprovada pel Govern de Pedro Sánchez el 15 de febrer de 2019. Inicialment prevista per abans de l'1 de març de 2019, l'actuació s'ha retardat a causa d'una suspensió cautelar per part del magistrat José Yusty Bastarreche, i posteriorment també de forma cautelar pel Tribunal Suprem per unanimitat. Finalment, el 24 de setembre de 2019, el Tribunal Suprem va avalar l'exhumació del dictador espanyol, desestimant el recurs presentat per la família, així com la inhumació al cementiri de Mingorrubio.
El govern espanyol va acordar que les restes del dictador fossin traslladades des del Valle de los Caídos, cap al cementiri de Mingorrubio (El Pardo), després que es rebutgés la ubicació de la catedral de l'Almudena de Madrid proposada per la família de Franco.

## Context

### Antecedents històrics

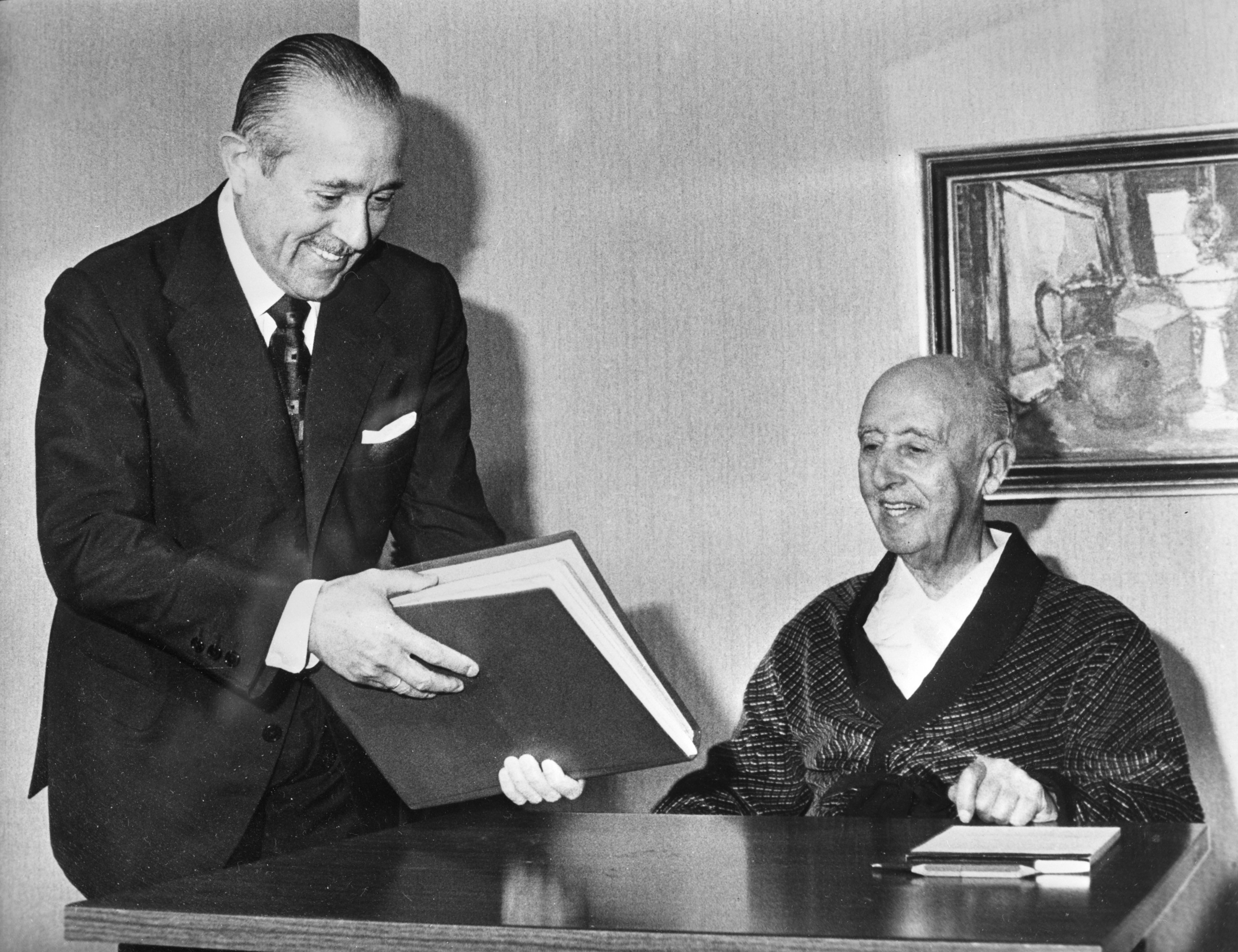
Francisco Franco durant el seu últim any de vida.

Francisco Franco va governar parts i posteriorment tot Espanya de 1936 a 1975 en un període conegut com a règim franquista, o franquisme, un cop el bàndol rebel dirigit per Franco va vèncer al bàndol republicà a la Guerra civil espanyola el 1939 i que va significar un canvi de Govern a Espanya. El nou Govern sorgit de la Guerra Civil va ser considerat com un govern que recorria a tàctiques de violència, repressió i censura contra els seus opositors; amb la mort de Franco el 1975, es va iniciar sota el regnat del rei Juan Carlos l'anomenadatransició espanyola. El polític Adolfo Suárez, que anys abans havia format part del Govern franquista, va encapçalar el procés que acabaria amb l'aprovació de la Constitució de 1978.
El Valle de los Caídos, situat a la llavors província de Madrid, va ser construït entre 1940 i 1958. El propi Franco mai va manifestar públicament a on volia ser enterrat, encara que hi ha motius per pensar que no volia que el seu cos acabés al Valle. Des de la mort de Franco el 20 de novembre de 1975, el govern ha tingut opinions diverses envers el monument franquista.

### Exhumació i reubicació

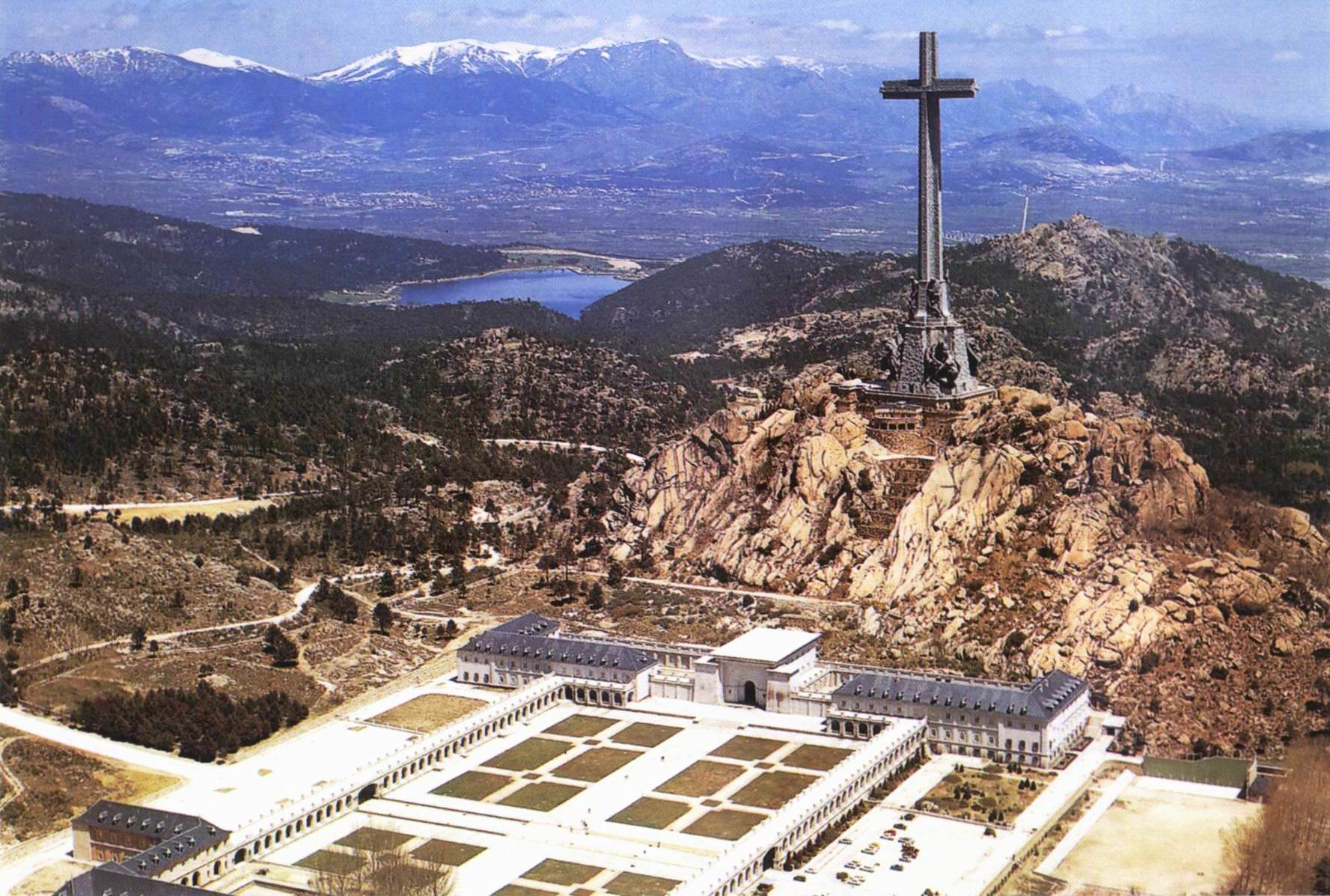
El Valle de los Caídos se situa al terme municipal de San Lorenzo de El Escorial.

Estendard de la Casa de Franco des de 1975, utilitzat en la reubicació.

El president de la Secció Quarta de la Sala contenciosa administrativa del Tribunal Suprem, Jorge Rodríguez-Zapata, juntament amb els magistrats Segon Menéndez, Pablo Lucas (ponent), Celsa Pico, Pilar Teso i José Luis Requero van determinar al setembre de 2019 com adequada la utilització de l'instrument del reial decret-llei per dur a terme l'exhumació. El Govern va intentar sense èxit negociar amb la Família Franco l'exhumació del dictador.
Tot i la posició del Vaticà de no interferir a l'afer, el prior de l'abadia, Santiago Pedrera, va mostrar en un primer moment les seves intencions de desacatar la sentència del Tribunal Suprem i va afirmar que "no autoritzaria l'accés a la basílica", emparant-se en el Tractat Internacional entre Espanya i el Vaticà signat el 1979, el qual prohibeix a les autoritats civils entrar en llocs de culte religiosos catòlics sense permís del Vaticà.
Finalment, es va determinar que les restes de Franco fossin traslladades des d'El Valle de los Caídos fins a la cripta del cementiri de Mingorrubio, situat al districte madrileny d'El Pardo, després que el govern espanyol rebutgés la ubicació de la catedral de l'Almudena de Madrid proposada per la família de Franco. Com a representant del Govern, la portaveu del Consell de Ministres, Isabel Celaá, va defensar l'exhumació com a part necessària de la «reconciliació entre els espanyols».
El Tribunal Europeu de Drets Humans d'Estrasburg, el Tribunal Constitucional i el Tribunal Suprem van tombar els recursos presentats pels representants dels Franco per evitar l'exhumació. El jutge Yusty va desistir també d'exigir una llicència d'obres.

## Controvèrsies
La família de Franco, representada per la Fundació Francisco Franco, va advertir que recorrerà al Tribunal Suprem d'Espanya per paralitzar l'ordre governamental. També van anunciar les seves intencions d'intentar recórrer el trasllat davant el Tribunal Europeu de Drets Humans. D'altra banda, l'Abadia benedictina que custòdia la tomba va dir que també recorrerà aquesta decisió en contra del govern espanyol. També van expressar els familiars la seva ferma posició que en cas d'un trasllat, el lloc on s'ha de transportar al dictador és a la catedral de l'Almudena de Madrid i, per altra banda, van demanar que no s'utilitzin les restes de Francisco Franco per a finalitats polítiques:
| « | La família es manté en que no volen hom toqui les restes del seu avi, que no vol que s'utilitzin políticament. | » |